# Jupoata garbei
Jupoata garbei là một loài bọ cánh cứng trong họ Cerambycidae.